# زیردریایی یو-۴۰۲
زیردریایی یو-۴۰۲ (به انگلیسی: German submarine U-402) یک زیردریایی است که طول آن ۶۷٫۱ متر (۲۲۰ فوت ۲ اینچ) می‌باشد. این زیردریایی در سال ۱۹۴۰ ساخته شد.